# Pere Almató
Pere Almató i Ribera (Sant Feliu Sasserra, Lluçanès, 1 de novembre de 1830 - Hải Dương, Tonquín, Vietnam, 1 de novembre de 1861) fou un frare dominic, mort màrtir. És venerat com a sant per l'Església catòlica.

## Biografia
Pere Almató va sentir aviat la vocació religiosa i es va fer dominic per consell d'Antoni Maria Claret. Va fer-se missioner i va anar a les Filipines i, després, a Vietnam. Cap al final d'octubre de 1861, Almató i dos missioners més van ser detinguts a Hải Dương (Tonquín, al nord del Vietnam); l'1 de novembre, quan feia 31 anys, van ser decapitats.

## Veneració
Les despulles de tots tres van ser enterrades prop del lloc. "Una pietosa cristiana anomenada Chop, va marcar amb carbó el lloc de la sepultura, cosa que va permetre després localitzar-los fàcilment" diu Galmés a la seva biografia. El 1885, les restes d'Almató van ser identificades i enviades, en una arqueta, a Europa: després de passar per Manila, van arribar en vaixell a Barcelona i en tren a Vic en 1888.
Hi van ser rebudes amb tots els honors: Jacint Verdaguer li dedicà un poema, la primera estrofa del qual diu:
Ciutat de Vic, obre les amples portes
a l'Hèroe qui t'arriba d'Orient,
de més magnànims a tes verdes hortes
no n'ha vist arribar Tagamanent
Les relíquies van ser dipositades a l'església de les Dominiques de l'Anunciata de Vic, on van desaparèixer durant la Guerra Civil espanyola. Una petita part, dipositada a Sant Feliu Sasserra, es va salvar. Va ser beatificat per Pius X el 1906, i canonitzat per Joan Pau II el 1988. El darrer diumenge d'agost, se celebra una festa a Sant Feliu en commemoració seva; la seva festivitat al calendari litúrgic és, però, el 3 de novembre.

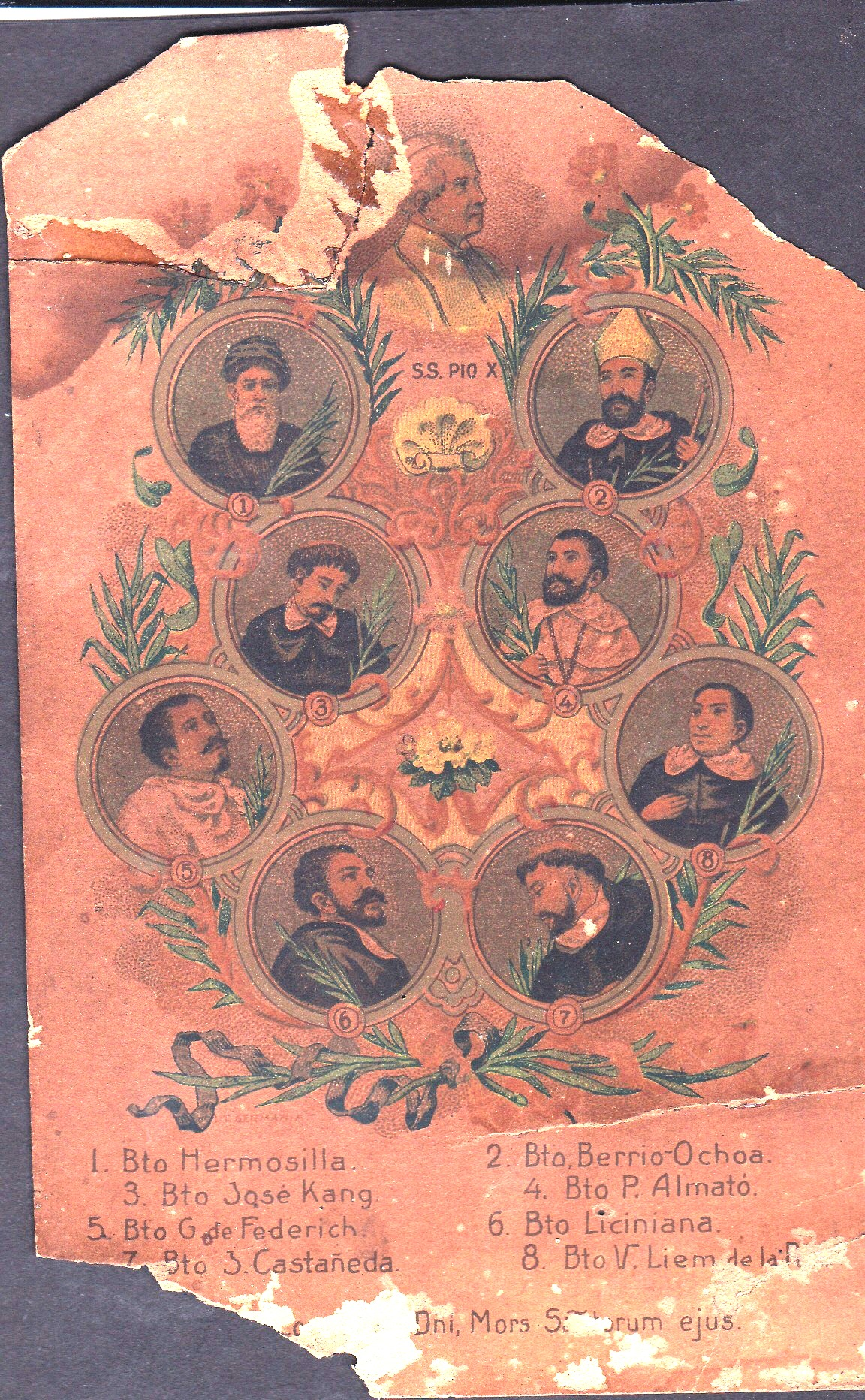
Imprès de 1906 commemorant la beatificació dels màrtirs de Tonquín per Pius IX
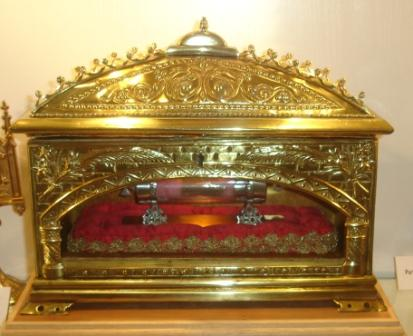
Reliquiari del sant a l'església de Sant Feliu Sasserra
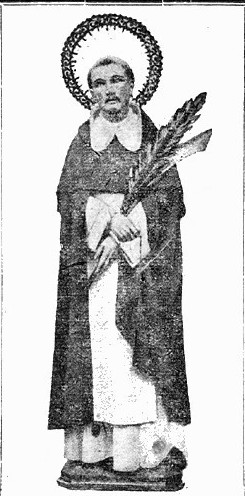
Talla a Sant Feliu Sasserra, reproduïda a uns goigs del sant